# Karate-Weltmeisterschaften 2021
Die Karate-Weltmeisterschaften 2021 fanden vom 17. bis 21. November 2021 im Hamdan Sports Complex in Dubai, Vereinigte Arabische Emirate statt.

## Medaillen

### Herren
| Disziplin         | Gold                 | Silber            | Bronze              |
| ----------------- | -------------------- | ----------------- | ------------------- |
| Kata Herren       | Ryō Kiyuna           | Damián Quintero   | Ali Sofuoğlu        |
| Kata Herren       | Ryō Kiyuna           | Damián Quintero   | Mattia Busato       |
| Kata Team         | Japan                | Spanien           | Türkei              |
| Kata Team         | Japan                | Spanien           | Italien             |
| Kumite bis 60 kg  | Douglas Brose        | Angelo Crescenzo  | Yurik Oganisjan     |
| Kumite bis 60 kg  | Douglas Brose        | Angelo Crescenzo  | Abdel Ali Jina      |
| Kumite bis 67 kg  | Steven Da Costa      | Emil Pawlow       | Ali El-Sawy         |
| Kumite bis 67 kg  | Steven Da Costa      | Emil Pawlow       | Soichiro Nakano     |
| Kumite bis 75 kg  | Dastonbek Otabolajew | Abdalla Abdelaziz | Nurqanat Äschiqanow |
| Kumite bis 75 kg  | Dastonbek Otabolajew | Abdalla Abdelaziz | Thomas Scott        |
| Kumite bis 84 kg  | Youssef Badawy       | Fabian Huaiquimin | Yuta Mori           |
| Kumite bis 84 kg  | Youssef Badawy       | Fabian Huaiquimin | Jessie Da Costa     |
| Kumite über 84 kg | Gogita Arkania       | Simone Marino     | Anđelo Kvesić       |
| Kumite über 84 kg | Gogita Arkania       | Simone Marino     | Asiman Gurbanli     |
| Team              | Italien              | Serbien           | Aserbaidschan       |
| Team              | Italien              | Serbien           | Kasachstan          |

### Damen
| Event             | Gold                | Silber              | Bronze               |
| ----------------- | ------------------- | ------------------- | -------------------- |
| Kata Damen        | Sandra Sánchez      | Hikaru Ono          | Grace Lau            |
| Kata Damen        | Sandra Sánchez      | Hikaru Ono          | Viviana Bottaro      |
| Kata Team         | Japan               | Spanien             | Italien              |
| Kata Team         | Japan               | Spanien             | Ägypten              |
| Kumite bis 50 kg  | Miho Miyahara       | Shara Hubrich       | Katerina Kryva       |
| Kumite bis 50 kg  | Miho Miyahara       | Shara Hubrich       | Yasmin Nasr Elgewily |
| Kumite bis 55 kg  | Ahlam Youssef       | Trinity Allen       | Anna Schernyschewa   |
| Kumite bis 55 kg  | Ahlam Youssef       | Trinity Allen       | Iwet Goranowa        |
| Kumite bis 61 kg  | Jovana Preković     | Anita Serjohina     | Lynn Snel            |
| Kumite bis 61 kg  | Jovana Preković     | Anita Serjohina     | Alexandra Grande     |
| Kumite bis 68 kg  | Irina Zaretska      | Silvia Semerano     | Alizee Agier         |
| Kumite bis 68 kg  | Irina Zaretska      | Silvia Semerano     | Galina Melnik        |
| Kumite über 68 kg | Maria Torres Garcia | Shaaban Okila Menna | Sofia Berultseva     |
| Kumite über 68 kg | Maria Torres Garcia | Shaaban Okila Menna | Lucija Lesjak        |
| Team              | Ägypten             | Frankreich          | Italien              |
| Team              | Ägypten             | Frankreich          | Kolumbien            |

## Medaillenspiegel
| Rang  | Land               | Gold | Silber | Bronze | Gesamt |
| ----- | ------------------ | ---- | ------ | ------ | ------ |
| 1     | Japan              | 4    | 1      | 2      | 7      |
| 2     | Ägypten            | 3    | 2      | 3      | 8      |
| 3     | Spanien            | 2    | 3      | 0      | 5      |
| 4     | Italien            | 1    | 3      | 5      | 9      |
| 5     | Frankreich         | 1    | 1      | 2      | 4      |
| 6     | Serbien            | 1    | 1      | 0      | 2      |
| 7     | Aserbaidschan      | 1    | 0      | 2      | 3      |
| 8     | Usbekistan         | 1    | 0      | 0      | 1      |
| 8     | Brasilien          | 1    | 0      | 0      | 1      |
| 8     | Georgien           | 1    | 0      | 0      | 1      |
| 11    | Ukraine            | 0    | 1      | 2      | 3      |
| 12    | Vereinigte Staaten | 0    | 1      | 1      | 2      |
| 13    | Deutschland        | 0    | 1      | 0      | 1      |
| 13    | Chile              | 0    | 1      | 0      | 1      |
| 13    | Nordmazedonien     | 0    | 1      | 0      | 1      |
| 16    | Kasachstan         | 0    | 0      | 3      | 3      |
| 17    | Türkei             | 0    | 0      | 2      | 2      |
| 17    | Russland           | 0    | 0      | 2      | 2      |
| 17    | Kroatien           | 0    | 0      | 2      | 2      |
| 20    | Marokko            | 0    | 0      | 1      | 1      |
| 20    | Peru               | 0    | 0      | 1      | 1      |
| 20    | Kolumbien          | 0    | 0      | 1      | 1      |
| 20    | Bulgarien          | 0    | 0      | 1      | 1      |
| 20    | Hongkong           | 0    | 0      | 1      | 1      |
| 20    | Niederlande        | 0    | 0      | 1      | 1      |
| Total | Total              | 16   | 16     | 32     | 64     |